# Charleston (Illinois)
Charleston város az USA Illinois államában. Lakosainak száma 17 286 fő (2020. április 1.).

## Népesség
A település népességének változása:

| 2010 | 21 838 |
| 2020 | 17 286 |